# Státní znak Afghánistánu
Státní znak Afghánistánu se od získání samostatnosti v roce 1919 v průběhu 20. a 21. století často měnil v souvislosti s politickými změnami. Současná varianta je platná od roku 2021, i když po pádu Kábulu ve válce v Afghánistánu (15. srpna 2021) je aktuální status znaku Islámského emirátu Afghánistán sporný.
Státním znakem je od roku 2021 jen mírně upravený znak Afghánského islámského emirátu z let 1997–2002, byl vypuštěn text v koránu a text šahády na stuze. (obrázek těmto změnám však neodpovídá)
Navzdory vzniku emirátu existuje od 29. září 2021 exilová vláda Islámské republiky Afghánistán, užívající afghánské symboly (informace jsou však jen o vlajce) před vznikem emirátu.

## Historie
První státní znak Afghánistánu pochází z roku 1892 (za vlády Abdurrahmána Chána byl vyobrazen na poštovních známkách). Měl podobu kruhového pole s vyobrazením mihrábu (výklenek ve středu stěny mešity) s minbarem (prostor ze kterého je vedena páteční modlitba) umístěným v mešitě, po stranách byly dva trojúhelníkové prapory a v dolní části dvě zkřížené dělové hlavně. (není obrázek)
V roce 1994 přibyl v horní části kollah (panovnická čepice). (není obrázek)
Zbraně, kollah a mešita symbolizovaly nejužší sepjetí ozbrojených si, chránících nezávislost země, panovníka – sjednocujícího zemi a státní náboženství – islám.
Za vlády emíra Habibulláha (1901–1919) byl (jeho dekretem) zaveden emblém (umístěný i na vlajce), tvořený mihrábem s minbarem v mešitě, na kterou je položen kollah. Po stranách mešity byly dva trojúhelníkové prapory a dvě muškety, pod ní dvě zkřížená děla a meče. Emblém byl vložen do věnce obilných klasů, v dolní části převázaného stuhou.
Po smrti Habibulláha vyhlásil 28. února 1919 jeho syn Amanulláh, po nástupu na trůn, plnou nezávislost země. 19. srpna Britové smlouvou z Rávalpindí nezávislost uznali a následně byl zaveden první státní znak Afghánského emirátu. Ten byl opět tvořen vyobrazením mešity, uvnitř s mihrábem s minbarem, na kterou byl položen kollah. Pod mešitou byly dvě zkřížené šavle. Celý emblém byl uprostřed kruhu z paprsků, uspořádaných do osmicípé hvězdy.
V roce 1921 se kruh změnil na ovál, a nad šavlemi přibyl otevřený korán – výtvarné provedení znaku však kolísalo, ani ústava z roku 1923 podobu nezmínila.

Znak Afghánského emirátu (1901–1919)
Státní znak Afghánského emirátu (1919–1921)
Státní znak Afghánského emirátu (1921–1926) Státní znak Afghánského království (1929–1930), mírně upravený

9. června 1926 Amanulláh vyhlásil Království Afghánistán a znak byl v této souvislosti upraven: byly odstraněny kolláh, šavle, korán i paprsky. Emblém byl nově obklopen věncem ze snítek vavřínu a dubu, svázaného v dolní části stuhou do podoby půlměsíce.
2. září 1928 přijalo Velké shromáždění (Lója Džirga) na popud (osvíceného) krále Amanulláha, který se v červnu 1928 vrátil z Evropy, nové státní symboly. Jako výraz modernizace státní správy byl zaveden nový znak, připomínající sovětské emblémy (zřejmě šlo o snahu navázat těsnější styky s mocným sousedem proti britskému vlivu) – zasněžený horský hřbet s vycházejícím sluncem, obklopený věncem z obilních klasů, obtočených a svázaných v dolní části stuhou s arabskými nápisy Alláh a Muhamed. V horní části byla pěticípá hvězda. Samotný znak se zřejmě užíval pouze ve zlaté barvě.
V říjnu 1928 byl Amanulláh svržen (reformy po vzoru evropských zemí narazily na odpor kmenových vládců a duchovenstva) a novým emírem se stal 18. ledna 1929 Bacha-i-Saqao (jako Habibulláh II.), který zrušil, kromě všech zavedených reforem, i státní symboly a obnovil ty, užívané v letech 1919–1926, tedy před vznikem království.
V říjnu 1929 byl Habibulláh II. svržen a 16. října 1929 byl novým králem provolán bývalý ministr Muhammad Nádir (jako Nádir Šáh. V této souvislosti byl zaveden nový státní znak Afghánského království – mírně upravený znak z let 1921–1926. (není obrázek)
V roce 1930 byl zaveden nový státní znak – mihráb s minibarem v mešitě (více stylizované), zakončené bání, charakteristickou pro íránsko-mughalskou architekturu, a dvěma minarety. Po stranách vlály dva prapory, pod mešitou byl arabský (muslimský) letopočet 1348 (arabsky ١٣٤٨‎, rok 1929/1930, kdy byl Nádir Šáh prohlášen králem). Emblém byl vložen do věnce obilných klasů ovinutých stuhou s arabským názvem země (AFGHÁNISTÁN) v dolní části.

Státní znak Afghánského království (1926–1928)
Státní znak Afghánského království (1928–1929), neodpovídá vyobrazení ve zdroji
Státní znak Afghánského království (1930–1973)

17. července 1973 byla po vojenském převratu (nekrvavý generála Mohammeda Daouda Khana) vyhlášena Afghánská republika a ze znaku vypuštěn letopočet.
Ve stejném roce (1973) byl zavedený nový znak, který se objevil i na vlajce, avšak až při jejím prvním vztyčení 9. května 1974. Znak tvořil zlato-hnědý emblém s orlem s roztaženými křídly s mihrábem a schůdky kazatelny na hrudi. Nad orlem byly paprsky vycházejícího slunce, vše obklopeno věncem pšeničných klasů. Na stuze v dolní části emblému byl název země „DE AFGHÁNISTÁN DŽUMHÚRIJAT” (Republika Afghánistán) v paštunštině a datum „26. čangáš 1352” islámské éry (den vzniku republiky 17. července 1973. Orel připomíná slavnou tradici a hrdinství afghánského lidu, mihráb se schůdky symbolizují islám, pšeničné klasy připomínaly zemědělství státu, sluneční paprsky symbolizovaly štěstí a naději na radostný život.
Po dalším (ozbrojeném) převratu (viz Saurová revoluce) byla 30. dubna 1978 byla vyhlášena Afghánská demokratická republika (prezidentem se stal Núr Mohammad Tarakí). 14. června 1978 byl přijat dekret o nových státních symbolech, které však byly zavedeny až o čtyři měsíce později. Znak byl tvořen nápisem CHALK, tj. masy, podle názvu frakce, dominující promarxistické Lidové demokratické straně, obklopený věncem obilných klasů, převázaných stuhou. V horní části byla pěticípá hvězda, v dolní části byl na stuze dvouřádkový nápis: nahoře DE SAUR ENKLAB 1357 (česky Dubnová revoluce 1357, tj. 1978), dole DE AFGHÁNISTÁN DEMOKRATIK DŽUMHÚRIJAT (úřední název země). Pěticípá hvězda symbolizovala pět národností země.
16. září 1979 proběhl v zemi další převrat, prezident Tarakí byl popraven, ale nové symboly přijaty nebyly, protože 27. prosince proběhl další převrat (Hafizulláh Amín byl také popraven) a prezidentem se stal (díky pomoci sovětských vojsk, která zemi okupovala) Babrak Karmal. 21. dubna 1980 byly přijaty nové státní symboly. Nový státní znak byl tvořen rozděleným kruhovým polem – horní část stříbrná s vycházejícím bílým sluncem se zlatou kresbou a střídavě delšími a kratšími paprsky, spodní zelená, se stříbrným mihrábem s minibarem se zlatou kresbou. Kolem byl zlatý věnec pšeničných klasů, ovinutý v dolní části stuhou v národních barvách, nahoře zlaté ozubené kolo (resp. část) a červená, pěticípá hvězda, dole pak rozevřená, stříbrná kniha se zlatou kresbou (hvězda a kniha zasahují do kruhového pole). Slunce s paprsky naznačovaly nástup nové epochy v historii země a víru v budoucnost, kniha představuje korán ale i osvětu, rozvoj vědy a kultury. Věnec symbolizuje zemědělství, ozubené kolo průmysl a hvězda naději ve vítězství revoluce.
Ani s pomocí sovětských vojsk nedokázala vláda kontrolovat celé území státu a vypukla občanská válka. V květnu 1986 byl Karmal nahrazen umírněnějším Muhammadem Nadžíbulláhem, 30. listopadu byl novou ústavou změněn název země na Afghánská republika a byl upraven statní znak: byla vypuštěna hvězda a kniha, dolní zelené pole bylo nově obloukovité, část ozubeného kola byla přemístěna do dolní části (uvedeny hlavní změny). Vypuštění hvězdy a knihy, nejvíce ideologických prvků, měla být naznačena vstřícnost tradicionalistickému hnutí a islámské víře obyvatelstva. Svázání klasů a ozubeného kola vyjadřovalo národní jednotu a usmíření.

Státní znak Afghánské republiky (1973)
Státní znak Afghánské republiky (1973–1978)
Státní znak Afghánské demokratické republiky (1978–1980)
Státní znak Afghánské demokratické republiky (1980–1987)
Státní znak Afghánské republiky (1987–1992/93)

K 15. únoru 1989 odešla sovětská okupační vojska ale již 20. března vyhlásily proislámské síly v pákistánském Péšávaru exilovou vládu Afghánského islámského státu, 28. dubna 1992 byl stávající režim svržen a v Kábulu byl vyhlášen Islámský stát Afghánistán. 28. června 1992 se stal prezidentem Burhánuddín Rabbání, 2. ledna 1993 byla přijata nová ústava, a v této souvislosti byly přijaty státní symboly Islámského státu Afghánistán. Dekret o nových státních symbolech byl zveřejněn v tisku již 3. prosince 1992. Samotný znak neměl barevné provedení, pouze zlatou kresbu, která zobrazovala mešitu s mihrábem a minibarem, nad mešitou paprsky vycházejícího slunce a takbír, pod ní letopočet 1371 (v islámském kalendáři rok 1992, tedy rok svržení prosovětského režimu), po stranách byla vždy vlajka se třemi vodorovnými pruhy. Vše ve věnci ze svazků obilí, ovinutým stuhou, nahoře byla šaháda, dole na stuze nápis arabský nápis DE AFGHÁNISTÁN ISLAMÍ DAULÁT (česky Islámský stát Afghánistán). Celý emblém byl ještě orámován dvěma zkříženými šavlemi. Znak symbolizoval muslimskou víru, zemědělství, povinnost každého muslima šířit víru i mečem a připravenost Afghánců bránit svou vlast.
Situace nakonec přerostla v občanskou válku, čehož využilo radikální (ba ultraortodoxní) hnutí Tálibán, které s pákistánskou podporou ovládlo v letech 1994–1996 většinu země a nastolilo islámskou diktaturu, 27. září 1996 dobyla tálibánská vojska i Kábul a prezident Rabbání byl nucen uprchnout do Badachšánu. 26. října 1997 byl vyhlášen Afghánský islámský emirát, zavedena nová vlajka a o něco později i znak: opět se jednalo o emblém, který byl orámován dvěma zahnutými šavlemi a užíván zřejmě pouze v černobílém provedení. Emblém byl kombinací mihrábu a minibarem, nad nimiž je položen stojan (arabsky kursí‎) s koránem, rozevřeným u arabského textu „BISMÍ 'LLAHI AR-RAHMÁNI ARRAHÍM“ (česky Ve jménu Alláha milosrdného slitovaného) Za koránem vycházející slunce s třinácti (střídavě delšími a kratšími) paprsky. Emblém byl obklopený věncem z obilních klasů, dole spojených částí ozubeného kola s pěti zuby a ovinut stuhou s arabským nápisem textu šahády. Na ozubeném kole byl napsán název státu – DE AFGÁNISTÁN ISLAMÍ IMÁRAT v perštině (česky Afghánský islámský emirát) a mezi stuhou a ozubeným kolem byl letopočet H.Q. 1410.1.10. (na obrázku je však letopočet 1415, arabsky ١٤١٥‎)
Po teroristických útocích v USA (11. září 2001) byla vyhlášena válka proti terorismu s jednou z hlavních akcí: Operací Trvalá svoboda ve válce v Afghánistánu. Do listopadu 2001 se podařilo dobýt většinu země a 13. listopadu byla obnovena Rabbáního vláda – prezidentem byl jen do 22. prosince, poté se stal hlavou státu předseda prozatímní vlády Hámid Karzaj (někdy uváděn i jako prozatímní prezident). Až do přijetí nové vlajky 27. ledna 2002 se užívala vlajka islámského emirátu. Nová vlajka byla bez znaku, již po týdnu byl však na vlajku doplněn nový znak bílé barvy s tmavě žlutou kresbou. Znak připomínal státní znak Afghánského království z let 1930–1973, v horní části byl však doplněn šahádou a pod ní umístěným takbírem. Opět vlály 0o stranách prapory a vše bylo orámováno věncem pšeničných klasů se stuhou. v dolní části s názvem státu a nad tím opět (muslimský) letopočet 1348. (není obrázek)
27. června 2002 byl znak (na vlajce) změněn: nově byl žlutý, prapory po stranách měly po třech svislých pruzích a letopočet byl změněn na 1380 muslimského (2002 našeho). Na stuze byl nový název státu – Přechodný islámský stát Afghánistán.
4. ledna 2004 byla přijata nová ústava (prezident Karzaj ji podepsal 26. ledna) a vyhlášena Afghánská islámská republika. V této souvislosti byly zavedeny nové statní symboly. Znak (na vlajce s bílou kresbou, samostatně zlatý, kromě praporů po stranách) byl pouze nepatrně upravený znak z předchozího období. Mezi šahádu a takbír byly přidány paprsky vycházejícího slunce, letopočet byl změněn na 1298 (arabsky ۱۲۹۸‎, 1919 našeho, tj. vyhlášení nezávislosti na Spojeném království) a název státu na stuze na AFGHÁNISTÁN.
Od 19. srpna 2013 došlo k dalším úpravám státních symbolů, byly zavedeny dvě varianty vlajky. První varianta vlajky měla bílou kresbu znaku, druhá varianta byla s barevným znakem – znak byl bílý, s tmavě žlutou kresbou, nápisy a letopočet byly také tmavě žluté. Prapory byly černo-červeno-zelené na bílých žerdích s tmavě žlutou kresbou. Pokud se znak užíval samostatně, byl stejný jako na druhé variantě vlajky. Oficiální verzí znaku byla i verze pouze s černou kresbou.

Státní znak Islámského státu Afghánistán (1993–1997)
Státní znak Afghánského islámského emirátu (1997–2002)
Státní znak Přechodného islámského státu Afghánistán (2002–2004)
Státní znak Afghánské islámské republiky (2004–2013)
Znak Afghánské islámské republiky (2013–2021)
Znak Afghánské islámské republiky (2013–2021), varianta

V roce 2021 bylo postupně stahováno americké vojsko (původně mělo být stažení dokončeno do 31. srpna), Tálibán ovládl všechny provincie a 15. srpna 2021 ovládl i Kábul a prezident Ašraf Ghaní uprchl do zahraničí. 19. srpna 2021 byl vyhlášen Islámský emirát Afghánistán a státním znakem se stal jen mírně upravený znak Afghánského islámského emirátu z let 1997–2002, byl vypuštěn text v koránu a text šahády na stuze. (obrázek těmto změnám však neodpovídá) Letopočet je na obrázku 1415 (arabsky ١٤١٥‎, 1994–1995 našeho, tj. vzestup Tálibánu)
Vláda Islámského emirátu Afghánistán nebyla mezinárodně uznána, 29. září 2021 vznikla v hlavním městě provincie Pandžšír, Bázáraku exilová vláda Islámské republiky Afghánistán, která užívá symboly před vznikem emirátu. Na velvyslanectví v Praze se tak nezměnila vlajka a zřejmě ani znak (srpen 2021).